# 구내 사정

구내 사정은 성적 파트너의 입에 남성이 사정하는 행위이다.

## 같이 보기
- 체외 사정
- 얼굴 사정